# Cercidospora lobothalliae
Cercidospora lobothalliae är en lavart som beskrevs av Nav.-Ros. & Calat. 2004. Cercidospora lobothalliae ingår i släktet Cercidospora, klassen Dothideomycetes, divisionen sporsäcksvampar och riket svampar.   Inga underarter finns listade i Catalogue of Life.